# واقعه کودک‌آزاری در مهدکودک ستایش اردبیل
واقعه کودک‌آزاری در مهدکودک ستایش اردبیل به اعمال خشونت‌آمیز و کودک‌آزاری یکی از خدمه‌های مهدکودک ستایش اشاره دارد. این واقعه در روز ۱۵ تیرماه ۱۳۹۳ رخ‌ داد و در طی آن یکی از خدمهٔ مهدکودک به یک کودک به‌ زور غذا می‌دهد و پس از اینکه او از خوردن امتناع می‌کند با کشیدن موهایش او را به‌سمتی پرت می‌کند. فیلم گرفته‌شده توسط یکی از مربیان مهد گرفته شده و فرد خاطی از مربی‌های مهد نبوده و به‌عنوان خدمه در آنجا مشغول به کار بوده‌است. 

## انتشار در شبکه‌های اجتماعی
پخش ویدئوی این واقعه در شبکه‌های اجتماعی مثل فیسبوک و یوتیوب، واکنش‌ها و بازتاب‌های مختلفی را در سطح جامعه مجازی باعث شد.

### محتوای ویدیو
ویدیوی منتشرشده یک زن را در حال غذا دادن به کودکی که بین پاهایش خوابانده، نشان می‌دهد. این زن بینی کودک را گرفته و تلاش می‌کند به زور و در حالی که کودک سرفه می‌کند به او غذا دهد. هم‌زمان با گریه کودک، مربی در حالی که عصبانی شده قاشق را در دهان او فرو می‌کند و مدتی نگه می‌دارد و بعد از آن شروع به کتک زدن بچه می‌کند. در نهایت مربی با کشیدن موی کودک او را از زمین بلند می‌کند و به گوشه‌ای از اتاق پرتاب می‌کند.
فردی که در ویدیوی منتشرشده مشغول کودک‌آزاری‌ است تنها چهار ماه بود که در مهدکودک ستایش مشغول به کار شده بود.

## دستور پلمب مهدکودک و دستگیری متهمان
رویا احمدیان، مدیرکل بهزیستی استان اردبیل به خبرگزاری دانشجویان ایران، ایسنا گفت که بعد از شکایت والدین از 'مهد کودک ستایش' و پخش فیلم کودک‌آزاری، موضوع را به مقام‌های بالاتر ارجاع داده است و یک روز بعد از این شکایت، دستور پلمب مهدکودک صادر شده و پرونده برای بررسی نهایی به تهران فرستاده شده است.
ناصر عتباتی، دادستان عمومی و انقلاب اردبیل در گفت‌وگو با ایسنا در اردبیل، با بیان اینکه به محض شکایت یکی از والدین کودکان مبنی بر کودک‌آزاری در یکی از مهدکودک‌های سه ستاره اردبیل، پیگیر این موضوع بوده‌ایم، گفت: برابر شکایت اولیای کودک شیرخوار مبنی بر آزار و اذیت کودک‌شان در یکی از مهد کودک‌های سه ستاره شهرستان اردبیل سریعاً پرونده قضایی در این مورد تشکیل شد. او تصریح کرد که فیلم ضبط شده از کودک‌آزاری بازبینی شد و مورد تحقیق و بررسی قرار گرفت و خدمه‌ای که کودک را مورد آزار و اذیت قرارداده بود، به همراه مدیر مهدکودک که به دلیل سهل‌انگاری در نظارت مجموعهٔ تحت مدیریت خود مسبب این حادثه بوده، بازداشت شده و روانه زندان شدند.

## واکنش‌ها
علیرضا منظری توکلی، عضو کمیسیون آموزش و تحقیقات مجلس شورای اسلامی در گفتگو با خبرنگار آسیب های اجتماعی خبرگزاری برنا در رابطه با این موضوع اظهار کرد: عدم نظارت جدی در مهد کودک را چندین بار گله‌مند بودیم این اتفاق آغازگر یک نظارت جدی‌تر در مسائل مهدکودک و بهداشت مهد خواهد بود. او همچنین افزود:  مهدکودکی که در آن کودک آزاری صورت گرفته خصوصی بوده است و زیر نظر بهزیستی است که باید مربیان به لحاظ تربیتی و روانی سنجیده شود. امیدوارم با نظارت دقیق تر شاهد این صحنه های ناهنجار نباشیم. 